# Voetbal in Berlijn
Het voetbal in Berlijn is een belangrijke sport in de Duitse hoofdstad.
Het voetbal in de Duitse hoofdstad ontstond in de negentiende eeuw toen in 1885 de eerste voetbalclub opgericht werd, BFC Frankfurt 1885. Aanvankelijk speelde deze club volgens de rugby-regels, maar wisselde al snel naar de Association Football-regels. Drie jaar later werd BFC Germania 1888 opgericht. Deze club bestaat nog steeds en is de oudste nog bestaande club van Duitsland. De club is echter nooit een hoogvlieger geweest en speelde in 1918 voor het laatst op het hoogste niveau.
Enkele jaren later waren er al vele voetbalclubs. In 1889 werd BTuFC Viktoria 1889 opgericht, dat voor de Eerste Wereldoorlog de succesvolste Berlijnse club zou worden. In 1890 volgden Alemannia en Vorwärts, in 1892 Union 1892, Britannia en Hertha, in 1893 Minerva en in 1894 Preussen, om enkele van de belangrijkste clubs op te noemen.
Voor de Eerste Wereldoorlog behaalden de Berlijnse clubs dan ook successen in de nationale eindronde. Een nationale eenvormige competitie kwam er pas in 1963, daarvoor werd de titel beslecht via een eindronde van regionale kampioenen. Britannia Berlin trad als eerste op de nationale voorgrond en bereikte in 1904 de finale. Echter door protest van Karlsruher FV, dat in de eerste ronde met 6-1 verloren had van Britannia kwam er geen finale tegen VfB Leipzig. KFV verloor in Berlijn maar volgens de regels zou er op neutraal terrein gespeeld worden waardoor uiteindelijk beslist werd om de finale niet te spelen. Een jaar later werd BTuFC Union 1892 de eerste kampioen uit Berlijn. Van 1907 tot 1909 plaatste BTuFC Viktoria 1889 zich drie keer op rij voor de finale en kon deze één keer winnen. In 1911 won de club opnieuw de titel en strandde de volgende twee jaar telkens in de halve finale.
Ook na de oorlog bleven de Berlijnse clubs dominant. In de jaren twintig speelden zes clubs de nationale finale, die echter telkenmale verloren ging. Enkel in 1930 en 1931 kon Hertha nog zegevieren. Hierna nam het belang van de Berlijnse clubs af. Tot aan het einde van de Tweede Wereldoorlog werd er geen enkele finale meer gehaald en slechts twee clubs konden zich nog een keer voor de halve finale plaatsen. Na de Tweede Wereldoorlog speelden de clubs slechts een bijrol in de nationale eindronde. De invoering van de Bundesliga maakte een definitief einde voor de Berlijnse traditieclubs op het hoogste niveau. Hertha BSC was de enige die in de hoogste klasse kon verblijven, op een paar kleine eenmalige uitzonderingen na. In de jaren zeventig behaalde Hertha de beste resultaten. In de voormalige DDR waren de Oost-Berlijnse clubs wel nog succesvol. Berlijn is wel de enige stad in Duitsland met vijf clubs die ooit in de Bundesliga speelden en drie clubs tegelijkertijd in de DDR-Oberliga.

## Geschiedenis

### Vooroorlogse periode
Op 4 november 1890 werd met de BDF, de allereerste voetbalbond in Berlijn en tevens het hele Duitse Rijk opgericht. De bond was een kort leven beschoren en organiseerde slechts één officieuze competitie vooraleer de bond opgeheven werd in 1892. Niet veel later werd de DFuCB opgericht, die in 1891/92 de eerste officiële competitie organiseerde. The English FC 1890 werd zo de eerste kampioen. De volgende vijf seizoenen werd BTuFC Viktoria 1889 kampioen. In 1894 zou de club ook tegen 1. Hanauer FC 1893 spelen, uit Zuid-Duitsland, voor de Duitse titel, maar Hanau wilde niet naar Berlijn reizen. De Duitse voetbalbond, die pas zes jaar later opgericht werd, rekent Viktoria wel als kampioen van dat jaar. De wedstrijd werd zelfs 113 jaar later alsnog gespeeld en gewonnen door Viktoria. In 1897 werd ook de nieuwe bond VBB opgericht, die dat jaar al met een competitie begon. Viktoria en enkele andere clubs trokken zich uit het lopende seizoen 1897/98 terug en sloten zich bij de VBB aan. Dit was het begin van het einde voor de DFuCB, die nog tot 1902 bestond, maar steeds aan belang verloor. Ook bij de VBB werd Viktoria met vijf titels recordkampioen.

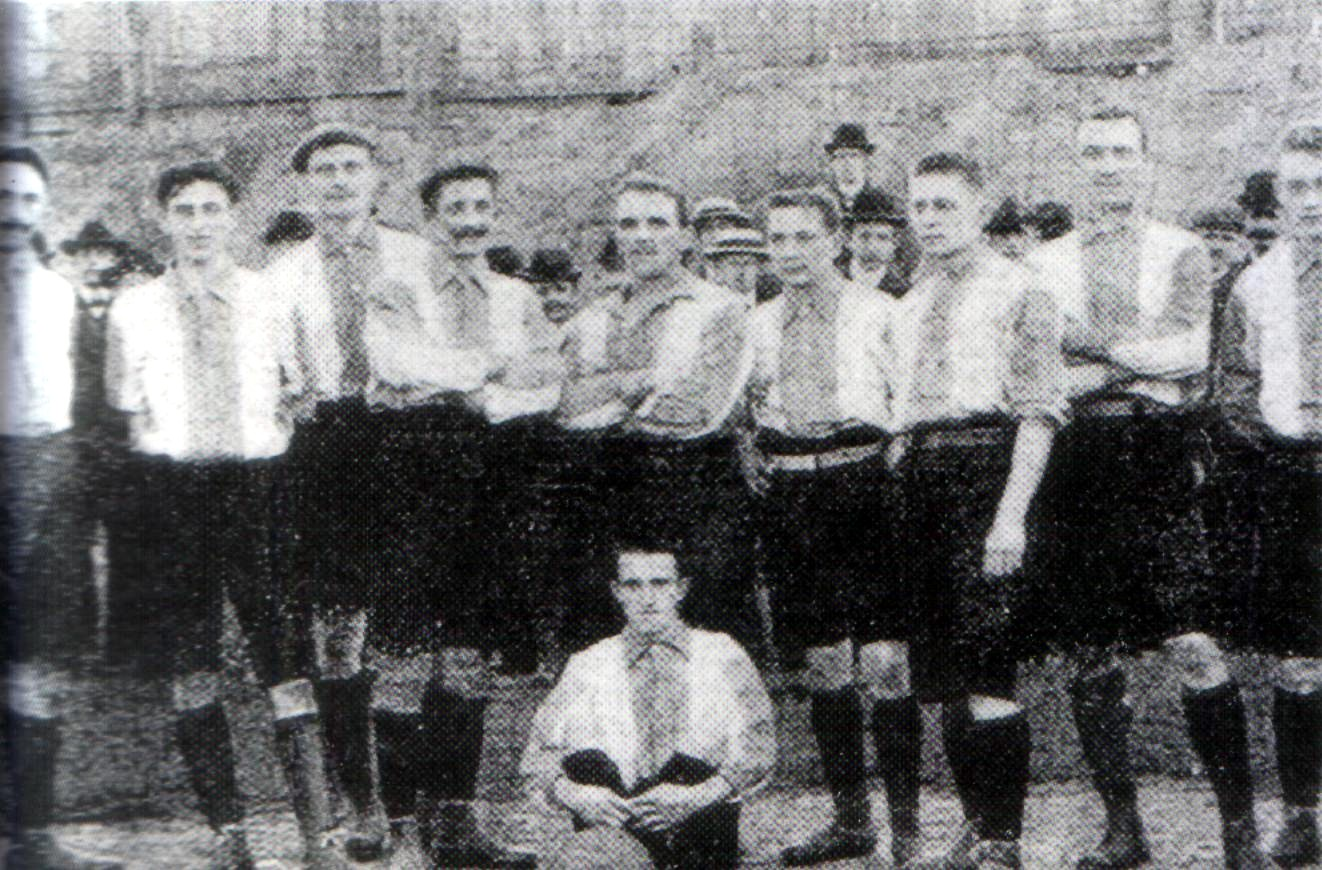
Elftal Union 1892

In 1901 werd met de Markse voetbalbond nog een rivaliserende voetbalbond opgericht die een eigen competitie inrichtte. Het was BTuFC Britannia 1892 dat als eerste Berlijnse club op nationaal niveau speelde in de eerste nationale eindronde in 1903. Ze verloren tegen de latere kampioen VfB Leipzig. Een jaar later zou Britannia de finale om de titel spelen tegen datzelfde Leipzig, maar door een protest van Karlsruher FV in de eerste ronde besloot de voetbalbond om de finale dat jaar niet te spelen waardoor er geen kampioen was. In 1905 won BTuFC Union 1892 voor de enige keer de Berlijnse titel en slaagde er ook als eerste Berlijnse club in om de nationale titel binnen te halen door in de finale Karlsruher FV te verslaan. Een jaar later had de stad zelfs drie vertegenwoordigers in de eindronde, Union als titelverdediger, BFC Norden-Nordwest en BFC Hertha 1892, echter kon geen van hen de finale bereiken.
De volgende jaren trad Viktoria terug op de voorgrond. Nadat ze in 1907 de nationale finale verloren van Freiburger FC versloegen ze een jaar later de Stuttgarter Kickers met 3-1. In 1909 speelde de club zelfs de derde opeenvolgende finale, maar verloor nu van FC Phönix Karlsruhe. Nadat BFC Preußen 1894 in 1910 de titel behaalde en meteen uitgeschakeld werd in de eindronde kon Viktoria in 1911 tegen VfB Leipzig voor de tweede keer kampioen worden. Datzelfde jaar fuseerden ook de VBB met de Markse bond en de Berlijnse atletiekbond. Deze laatste mocht geen deelnemer afvaardigen naar de nationale eindronde en was de zwakste van de drie Berlijnse competities. De nieuwe Brandenburgse voetbalbond was niet enkel toegankelijk voor de Berlijnse clubs maar ook voor de regio errond al speelden in de praktijk op een enkele uitzondering na bijna alleen clubs uit Berlijn in deze competitie. Hoewel in Berlijn tijdens de Eerste Wereldoorlog door gevoetbald werd was dat op nationaal niveau niet het geval. Na de oorlog verschoof het zwaartepunt naar Zuid-Duitsland en Hamburg. In 1921 en 1923 konden BFC Vorwärts 1890 en SC Union 06 Oberschöneweide wel nog de finale halen, maar niet winnen. Van 1926 tot 1931 behaalde Hertha BSC elk jaar op rij de finale, maar verloor de eerste vier keer. In 1930 en 1931 zou de club wel zegevieren. Niemand kon toen vermoeden dat dit de laatste keer was dat een Berlijnse club kampioen van Duitsland zou worden, DDR-titels niet meegerekend.
In 1933 werd de competitie in Duitsland grondig geherstructureerd. De meer dan 80 competities werden herleid tot zestien Gauliga's. Echter voor de Berlijnse clubs veranderde er niet zo veel omdat zij de meeste vertegenwoordigers hadden in de Gauliga Berlin-Brandenburg. Hier was geen club extra dominant en de titels werden onder meerdere clubs verdeeld, echter op nationaal vlak konden de clubs geen successen meer boeken.

### Oost- en West-Berlijn
Na de oorlog speelden de clubs in de Berliner Stadtliga, aanvankelijk als Sportgemeinschaft met daarachter de naam van de wijk waarin de club gevestigd werd. Na twee tot drie seizoenen werden de vooroorlogse namen terug aangenomen. De invoering van het betalen van spelers, een eerste vorm van profvoetbal, zorgde voor een schisma in het Berlijnse voetbal. De clubs uit Oost-Berlijn trokken zich terug uit de competitie en gingen in de competitie van de DDR spelen. Ze werden geïntegreerd in het nieuwe voetbalsysteem daar en speelden niet enkel meer tegen andere clubs uit Berlijn. Voor de clubs uit West-Berlijn veranderde weinig. Vanwege het feit dat zij afgesloten waren van de rest van West-Duitsland bleven zij tot 1963 in de Stadtliga spelen, een van de vijf Oberliga's. Bij de invoering van de Bundesliga werd de Stadtliga als Regionalliga Berlin een van de vijf tweede klassen waarvan de kampioen aan een eindronde om promotie deelnam. Na de invoering van de 2. Bundesliga in 1974 werd de Regionalliga afgevoerd en de Oberliga Berlin heringevoerd, nu nog als derde hoogste klasse.

#### Oost-Berlijn
Toen de DDR-Oberliga van start ging in 1949/50 speelde hier geen enkele Berlijnse club, omdat ze allen nog in de Stadtliga speelden die onderdeel uitmaakte van de West-Duitse competitie. Na dit seizoen veranderde dit omdat de spelers in het westen nu betaald werden. Nadat nagenoeg het gehele elftal van SG Union Oberschöneweide naar West-Berlijn gevlucht was om daar de nieuwe club SC Union 06 Berlin op te richten, nam deze club met een compleet nieuw elftal deel aan de competitie van 1950/51. Twee jaar later verhuisde Vorwärts Leipzig tijdens het lopende seizoen naar Berlijn en werd zo Vorwärts Berlin. Aan het einde van het seizoen degradeerde zowel Vorwärts als BSG Motor Oberschöneweide, de nieuwe naam voor Union. Hierdoor was er in 1953/54 opnieuw geen Berlijnse club in de hoogste klasse. Na één seizoen slaagde Vorwärts erin terug te promoveren en na dit seizoen verhuisde Dynamo Dresden naar Berlijn en werd zo SC Dynamo Berlin. In 1956 degradeerde deze club, maar kon ook na één seizoen terug promotie afdwingen.

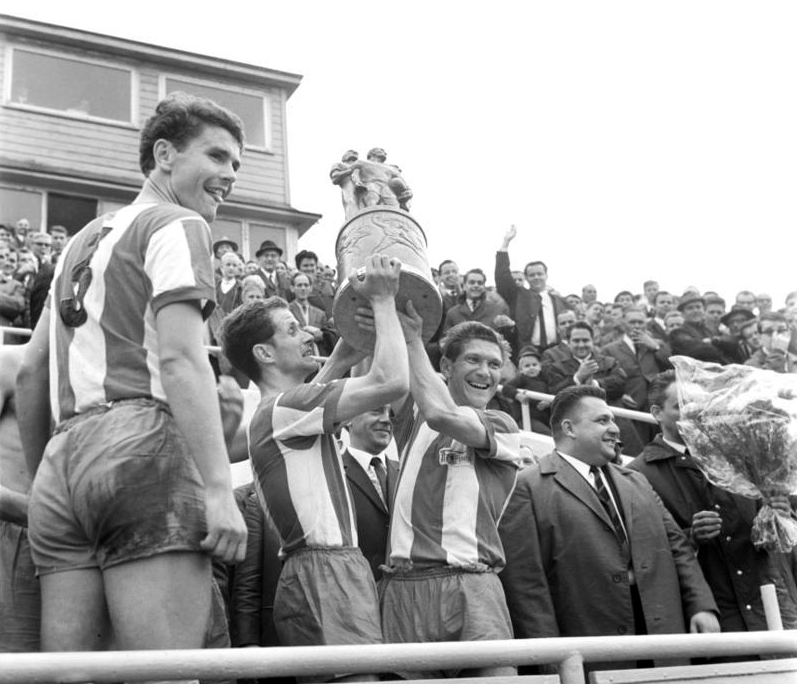
1. FC Union won enkel de FDGB-Pokal 1968, maar was wel de populairste club uit Oost-Berlijn.

In 1960 werd Vorwärts kampioen en Dynamo vicekampioen. Het was de enige keer in de geschiedenis van het DDR-voetbal dat twee clubs uit Berlijn op de eerste twee plaatsen eindigden. Vorwärts kon in 1962, 1965 en 1966 opnieuw de titel winnen. Met de oprichting van de FC's in 1966 kwamen er drie grote clubs in Berlijn, naast FC Vorwärts en BFC Dynamo kwam er ook 1. FC Union Berlin, de opvolger van Union Oberschöneweide en een burgerlijk tegengewicht voor de leger- en stasiclubs. Nadat Union promoveerde speelden in 1966/67 voor het eerst drie Berlijnse clubs in de Oberliga. In 1968 won Union de Oost-Duitse beker, de enige trofee in de prijzenkast van de club. In 1970/71 speelden voor de derde en laatste keer drie clubs uit de stad in de hoogste klasse. Na dit seizoen verhuisde Vorwärts naar Frankfurt aan de Oder. Union Berlin werd een liftploeg tussen eerste en tweede en eind jaren zeventig ontpopte Dynamo zich tot de absolute nummer één in het Oost-Duitse voetbal door tien landstitels op rij te winnen.

#### West-Berlijn
In de Stadtliga waren SG Wilmersdorf en SG Charlottenburg de eerste kampioenen, maar de eerste jaren was er nog geen verdere eindronde. In Duits voetbalkampioenschap 1947/48 werd dit heringevoerd en net dat jaar won de Oost-Berlijnse club Union Oberschöneweide de competitie. In de eindronde verloren ze in de kwartfinale van FC Sankt Pauli met zware 0-7 cijfers. Twee jaar later mochten twee clubs uit Berlijn naar de nationale eindronde, hier was Union Oberschöneweide opnieuw bij, maar de overheid besloot dat de club niet kon aantreden in de eindronde. Nagenoeg het hele elftal vluchtte in maart 1950 naar West-Berlijn om daar SC Union 06 Berlin op te richten. Zij reisde af naar Kiel om daar tegen HSV te spelen op neutraal terrein, maar ze werden met 7-0 afgedroogd. In de daaropvolgende jaren was er geen overheersende ploeg. Tennis Borussia, Viktoria, Hertha en Tasmania wonnen allen verscheidene titels. In de nationale eindronde waren deze clubs wel de zwakke broertjes en de vooroorlogse successen konden helemaal niet geëvenaard worden.
Hertha BSC werd in 1963 kampioen waardoor zij recht kregen op een startbewijs voor de Bundesliga 1963/64. Nadat zo goed als alle andere landen op de wereld reeds een eenvormige competitie hadden kwam Duitsland hier pas in 1963 mee. De nummers twee tot acht gingen van start in de nieuwe Regionalliga Berlin, die vanaf nu als tweede klasse fungeerde onder de Bundesliga. De winnaar promoveerde niet rechtstreeks maar moest eerst een eindronde spelen tegen clubs uit de andere Regionalliga's. De laatste twee uit de rangschikking moesten in 1963/64 van start in de 1. Amateurliga, de derde klasse. Hertha eindigde met één punt voorsprong op Preußen Münster net boven de degradatiezone, evenals in 1965 maar doordat de club geen licentie kreeg werd de club uit de Bundesliga gezet. Tot dusver is dit de enige keer dat een club uit de Bundesliga gezet werd zonder dat ze sportief degradeerden. De bond wilde echter toch een Berlijnse club in de Bundesliga en in de zomer van 1965 werd in extremis beslist dat Tasmania de plaats van Hertha mocht innemen. Om aan iedereen tegemoet te komen werd de Bundesliga zelfs uitgebreid tot achttien clubs. Het totaal onvoorbereide Tasmania was een vogel voor de kat en zetten een hele reeks records neer die tot op heden niet verbroken werden. Tasmania begon met een 2-0 overwinning op Karlsruher SC voor 81.500 toeschouwers maar hierna liep het faliekant af. Er werd enkel nog tegen Borussia Neunkirchen gewonnen en vier keer gelijk gespeeld waardoor ze slechts acht punten wisten te vergaren. Bij één wedstrijd daagden slechts 824 toeschouwers op, een laagterecord voor de Bundesliga. Geen enkel ander team kon ooit zo weinig scoren als Tasmania (15 goals) of werd zo vaak gepasseerd als de club (108 keer). Doordat Hertha pas in 1968 kon terugkeren bleef de Bundesliga twee seizoenen lang zonder Berlijnse club. In 1974/75 speelden twee clubs uit Berlijn in de hoogste klasse. Tennis Borussia kon echter het behoud niet verzekeren. Met een tweede plaats behaalde Hertha wel zijn beste resultaat tot dusver. Tennis Borussia kon na één seizoen terugkeren naar de Bundesliga, maar moest opnieuw meteen degraderen en slaagde hierna er niet meer in te promoveren. Na een derde plaats in 1978 behaalde Hertha ook succes in Europa door de halve finales van de UEFA Cup te bereiken, waar de club verloor van Rode Ster Belgrado. Gelijktijdig eindigde de club in de competitie slechts in de lagere middenmoot en een jaar later volgde zelfs een degradatie. De club keerde terug in 1982/83 maar degradeerde meteen weer en in 1986 volgde zelfs een degradatie naar de Oberliga Berlin. Toch speelde er in 1986/87 opnieuw een Berlijnse club in de Bundesliga toen SpVgg Blau-Weiß 1890 Berlin promotie wist af te dwingen. Berlijn had nu in totaal vier clubs in de Bundesliga gehad en doet daarmee beter dan Keulen, München, Hamburg, Stuttgart en Bochum, die elk maar twee clubs in de Bundesliga hadden. De club werd wel laatste. Buiten Hertha kon geen enkele andere club uit Berlijn het behoud verzekeren. Hertha slaagde erin om in 1990 terug promotie af te dwingen, maar kon ook nu het behoud niet verzekeren waardoor in 1991/92, het eerste seizoen van een verenigd Duitsland, er opnieuw geen club uit Berlijn vertegenwoordig was bij de elite.

### Verenigd Berlijn

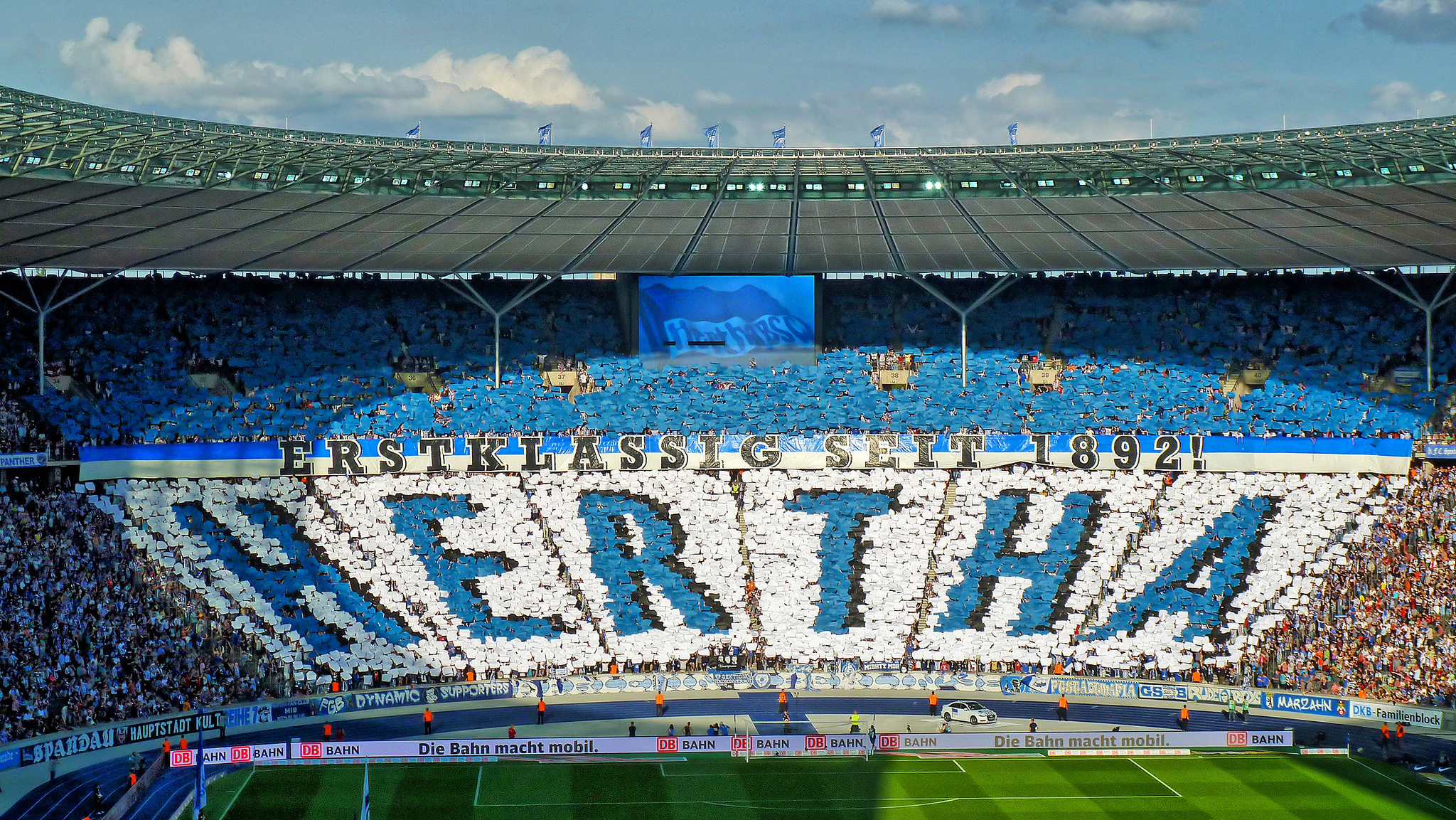
Hertha, de populairste club van de stad

Berlijn bleef de eerste jaren van de hereniging niet vertegenwoordigd in de Bundesliga. In 1992 werd Hertha nog derde in de 2. Bundesliga en dat jaar was er nog een tweede club uit de stad daar actief, SpVgg Blau-Weiß, dat aan het einde van het seizoen failliet ging, waardoor een traditieclub verloren ging. In 1993 maakte het tweede elftal van Hertha furore door zich te kwalificeren voor de finale van de DFB-Pokal, die ze met 1-0 verloren van Bayer 04 Leverkusen. De resultaten van Hertha gingen ook neerwaarts de volgende jaren tot ze in 1997 derde werden en opnieuw konden promoveren. Na een elfde plaats in het eerste seizoen kon de club zich de volgende elf jaar op één keer na telkens in de top tien spelen en werd er meermaals Europees voetbal afgedwongen. In 2010 volgde dan een degradatie. De club kon meteen terugkeren, maar degradeerde ook weer. Ook in 2013 kon de club promotie afdwingen en is sindsdien opnieuw een vaste waarde in de Bundesliga.

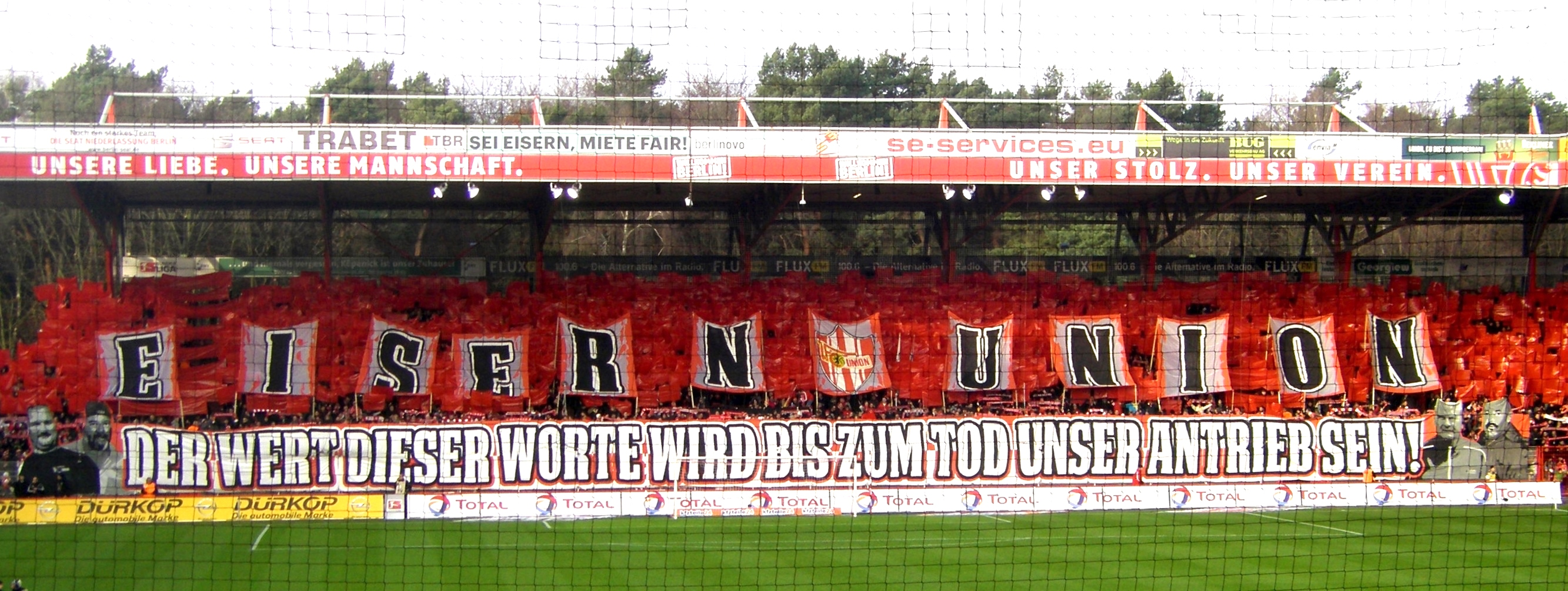
Choreografie voor Union

Door de herinvoering van de Regionalliga in 1994 en de invoering van de 3. Liga in 2008 is de Berlin-Liga nog maar de zesde hoogste competitie van het land. Vele clubs die vroeger op een respectabel niveau speelden zijn daardoor weggezakt. 1. FC Union Berlin werd in 2001 kampioen in de Regionalliga en kon zo voor het eerst promotie afdwingen naar de 2. Bundesliga. De club verloor dat jaar ook de bekerfinale van FC Schalke 04 en plaatste zich zo voor Europees voetbal omdat Schalke al aan de Champions League mocht deelnemen. In de tweede ronde van de UEFA Cup verloren ze van het Bulgaarse Litex Lovetsj. In 2004 degradeerde de club uit de 2. Bundesliga. In 2009 werden ze de eerste kampioen van de pas ingevoerde 3. Liga. Na twee seizoenen in de middenmoot kon de club de volgende jaren telkens in de top tien eindigen en kwam een paar keer dicht bij de promotie. In 2019 slaagde de club er eindelijk in om via de eindronde promotie af te dwingen. Buiten Hertha en Union speelde geen andere Berlijnse club profvoetbal de afgelopen jaren. In de Regionalliga, vierde klasse, zijn wel enkele teams actief.

## Stadions
Het Olympiastadion in het stadsdeel Westend is de belangrijkste voetbaltempel van de stad. Het stadion werd gebouwd voor de Olympische Spelen van 1936 en had destijds een capaciteit van 100.000 toeschouwers, nu is dat nog ongeveer 75.000. Begin januari werd ook de finale van de Tschammerpokal 1936 daar gespeeld, de voorloper van de DFB-Pokal. Na een jaar onderbreking werden nog vijf bekerfinales in het stadion afgewerkt. Sinds 1985 worden de bekerfinales jaarlijks in het Olympiastadion gespeeld. Zowel in 1974 als 2006 werd het stadion ook gebruikt voor het WK dat in Duitsland georganiseerd werd. Voor het EK in 1988 was Berlijn geen gaststad. Op 6 juni 2015 werd de finale van de Champions League hier gespeeld.
Het prestigestadion van Oost-Berlijn was het Stadion der Weltjugend dat in 1950 gebouwd werd en in 1992 afgebroken werd. Tussen 1975 en 1989 werd de finale van de FDGB-Pokal hier gespeeld. SC Dynamo Berlin speelde tot 1961 in dit stadion en Vorwärts Berlin gebruikte het voor Europese wedstrijden. Vanaf 1976 werden ook de Oberliga-derby's tussen BFC Dynamo en Union Berlin hier gespeeld.
Het Stadion An der alten Försterei van Union is met 22.000 plaatsen het grootste echt voetbalstadion van de stad, andere stadions worden ook voor andere doeleinden, onder andere atletiek, gebruikt.

## Statistieken

### Eerste klasse
Onderstaand overzicht van de Berlijnse clubs die in de hoogste klasse speelden, in totaal 131. Opgenomen zijn seizoenen van de DFuCB, MFB, VBB, Brandenburgse bond, Oberliga, DDR-Oberliga en Bundesliga. In de begindagen is het mogelijk dat een club bij twee bonden aangesloten was en zo een seizoen extra op zijn palmares heeft staan voor hetzelfde jaar. Vetgedrukt clubs die in 2024/25 in de Bundesliga spelen.
| Club                                   | /132 | Periode (1891-2025)                                                                                          |
| -------------------------------------- | ---- | --- |
| Hertha BSC                             | 102  | 1897-1919, 1920-1946, 1949-1953, 1954-1965, 1968-1980, 1982-1983, 1990-1991, 1997-2010, 2011-2012, 2013-2023 |
| Berliner FC Viktoria 1889              | 61   | 1891-1897, 1898-1911-1920, 1921-1924, 1926-1938, 1939-1940, 1945-1947, 1948-1963                             |
| Tennis Borussia Berlin                 | 51   | 1910-1912, 1913-1914, 1917-1963, 1974-1975, 1976-1977                                                        |
| SC Minerva 93 Berlin                   | 46   | 1901, 1904-1906, 1908-1924, 1926-1937, 1938-1944, 1945-1946, 1948-1949, 1950-1958                            |
| Berliner SV 92                         | 44   | 1917-1919, 1920-1941, 1942-1963                                                                              |
| Spandauer SV                           | 43   | 1921-1936, 1939-1941, 1945-1946, 1947-1949, 1950-1963                                                        |
| SC Wacker 04 Berlin                    | 41   | 1917-1918, 1919-1920, 1921-1934, 1935-1939, 1940-1956, 1957-1963                                             |
| Berliner FC Alemannia 1890             | 40   | 1891-1897, 1899-1900, 1902, 1903-1908, 1910-1913, 1917-1929, 1945-1956, 1957-1958                            |
| Berliner FC Vorwärts 1890              | 35   | 1891-1893, 1894-1901, 1902-1927                                                                              |
| Berliner FC Preußen 1894               | 34   | 1897-1919, 1920-1923, 1924-1933                                                                              |
| SC Union 06 Oberschöneweide            | 32   | 1914-1935, 1936-1942, 1944-1946, 1947-1950, 1952-1953                                                        |
| SC Tasmania 1900 Berlin                | 29   | 1900-1901, 1908-1913, 1921-1922, 1925-1929, 1930-1931, 1940-1941, 1942-1946, 1949-1952, 1955-1963, 1965-1966 |
| SpVgg Blau-Weiß 1890 Berlin            | 29   | 1927-1928, 1930-1938, 1939-1948, 1950-1960, 1986-1987                                                        |
| Berliner TuFC Union 1892               | 27   | 1899-1918, 1919-1927                                                                                         |
| BFC Dynamo                             | 25   | 1965-1967, 1968-1991                                                                                         |
| BSV Norden-Nordwest                    | 23   | 1907-1912, 1913-1914, 1917-1933, 1959-1960                                                                   |
| 1. FC Union Berlin                     | 22   | 1966-1969, 1970-1973, 1976-1980, 1982-1984, 1985-1989, 2019-                                                 |
| VfB Pankow                             | 18   | 1918-1925, 1930-1936, 1947-1952                                                                              |
| BFC Germania 1888                      | 17   | 1891-1897, 1899-1904, 1905-1909, 1911-1912, 1917-1918                                                        |
| Berliner TuFC Britannia 1892           | 17   | 1897-1914 |
| Weißensee'er FC 1900                   | 15   | 1902, 1903-1908, 1918-1919, 1922-1926, 1927-1931                                                             |
| Berliner BC 03                         | 13   | 1904-1905, 1906-1918                                                                                         |
| BFC Südring                            | 13   | 1945-1951, 1952-1953, 1954-1955, 1956-1957, 1958-1959, 1960-1963                                             |
| Berolina SC 01                         | 12   | 1904-1905, 1907-1910, 1913-1920, 1945-1946                                                                   |
| Berliner FC Kickers 1900               | 11   | 1923-1931, 1945-1946, 1953-1954, 1960-1961                                                                   |
| SC Union 06 Berlin                     | 11   | 1950-1960, 1961-1962                                                                                         |
| ASK Vorwärts Berlin                    | 11   | 1954-1965 |
| SC Charlottenburg                      | 10   | 1928-1927, 1928-1929                                                                                         |
| SC Dynamo Berlin                       | 10   | 1954-1956, 1958-1965                                                                                         |
| FC Hertha 03 Zehlendorf                | 9    | 1953-1954, 1955-1963                                                                                         |
| Polizei SV Berlin                      | 9    | 1926-1927, 1929-1932, 1934-1935, 1939-1940, 1941-1943, 1944-1945                                             |
| Berliner FC 1893                       | 9    | 1897-1999, 1900-1902, 1903-1907                                                                              |
| BFC Stern 1889                         | 8    | 1891-1897, 1901-1902, 1907-1908                                                                              |
| Berliner FC Fortuna 1894               | 7    | 1897-1904 |
| Berliner FC Nordstern                  | 7    | 1945-1948, 1951-1955                                                                                         |
| FC Union Charlottenburg 1898           | 7    | 1902, 1903-1908, 1911-1912                                                                                   |
| 1. FC Neukölln                         | 6    | 1925-1930, 1931-1932, 1945-1946                                                                              |
| SpVgg BEWAG Berlin                     | 6    | 1932-1933, 1936-1941                                                                                         |
| Neuköllner FC Südstern 08              | 6    | 1923-1924, 1928-1933                                                                                         |
| Rixdorfer FC Belle-Alliance            | 6    | 1897-1899, 1902-1903, 1904-1906                                                                              |
| Spandauer FC Viktoria 1899             | 6    | 1906-1912 |
| FC Vorwärts Berlin                     | 6    | 1965-1971 |
| Adlershofer BC 08                      | 5    | 1928-1930, 1931-1933, 1945-1946                                                                              |
| Berliner FC Meteor 06                  | 5    | 1922-1923, 1925-1927, 1930-1932                                                                              |
| Berliner FC Concordia 95               | 5    | 1901-1903, 1908-1910, 1911-1912                                                                              |
| FV Brandenburg 92                      | 5    | 1897-1902 |
| Lufthansa SG Berlin                    | 5    | 1939-1944 |
| BFC Rapide 93 Wedding                  | 5    | 1899-1900, 1903-1905, 1909-1910, 1911-1912                                                                   |
| BSC Eintracht 01 Weißensee             | 5    | 1905-1909, 1910-1911                                                                                         |
| BFC Norden-West                        | 5    | 1901-1905 |
| VfL Nord Berlin                        | 5    | 1898-1900, 1911-1912, 1917-1919, 1945-1946, 1949-1950, 1951-1952                                             |
| BFC Frankfurt 1885                     | 4    | 1891-1894, 1899-1900                                                                                         |
| FC Columbia 1891 Adlershof             | 4    | 1895-1899 |
| BFC Wedding                            | 4    | 1926-1927, 1929-1930, 1931-1933                                                                              |
| Spandauer SC Germania 1904             | 4    | 1907-1911 |
| SG Köpenick                            | 4    | 1945-1949 |
| BTuFC Helgoland 1897                   | 4    | 1899-1902, 1906-1907                                                                                         |
| BSC Corso 1899                         | 4    | 1901, 1905-1906, 1927-1928, 1945-1946                                                                        |
| Rixdorfer FC Normannia 1895            | 3    | 1894-1897 |
| BBC Brandenburg 92                     | 3    | 1921-1923, 1924-1925                                                                                         |
| Berliner Cricket-Club 1883             | 3    | 1894-1897 |
| SC Rapide Wedding 1893                 | 3    | 1945-1946, 1956-1957, 1958-1959                                                                              |
| SC Staaken                             | 3    | 1945-1948 |
| Spandauer SC 1899                      | 3    | 1922-1923, 1924-1926                                                                                         |
| Spandauer SC Preußen 02                | 3    | 1904-1906, 1918-1919                                                                                         |
| SV Lichtenberg 47                      | 3    | 1945-1947, 1948-1949, 1950-1951                                                                              |
| The English FC 1890                    | 3    | 1891-1894 |
| VfB Britz                              | 3    | 1945-1946, 1949-1951                                                                                         |
| BFC Concordia 1890                     | 2    | 1891-1893 |
| Berliner FC Nord 08                    | 2    | 1921-1922, 1923-1924                                                                                         |
| BTuFC Elf 1900                         | 2    | 1904-1906 |
| Charlottenburger FC Triton             | 2    | 1911-1912, 1917-1918                                                                                         |
| RFC Halley-Concordia 1910              | 2    | 1929-1931 |
| SC Alemannia 06 Haselhorst             | 2    | 1925-1926, 1928-1929                                                                                         |
| SC Westend 1901                        | 2    | 1950-1952 |
| SC Westen 05                           | 2    | 1908-1910 |
| SG Stadtmitte                          | 2    | 1945-1947 |
| Spandauer SC Germania 1895             | 2    | 1918-1920 |
| BFC des Nordens                        | 2    | 1901-1902 |
| BFC Norden-Nordwest                    | 2    | 1905-1907 |
| Berliner FC Favorit von 1896           | 2    | 1898-1900 |
| SC Teutonia 1899 Berlin                | 2    | 1908-1910 |
| Akademischer BC                        | 1    | 1897-1898 |
| Arcona Schöneberg                      | 1    | 1900-1901 |
| BFC Attila                             | 1    | 1900-1901 |
| BFC Hellas 1890                        | 1    | 1899-1900 |
| BFC Neuhellas 1899                     | 1    | 1902 |
| BFC Nordstern 1891                     | 1    | 1899-1900 |
| BFC Teutonia 1891                      | 1    | 1892-1893 |
| Berliner SC Argo                       | 1    | 1897-1898 |
| Berliner SC Bavaria 09                 | 1    | 1921-1922 |
| BSC Olymp 1900                         | 1    | 1906-1907 |
| BSC 1900                               | 1    | 1902 |
| Berliner Sport-Club                    | 1    | 1911-1912 |
| BTuFC Toscana                          | 1    | 1899-1900 |
| BTuFC vom Jahre 1890                   | 1    | 1892-1893 |
| Charlottenburger FC Concordia 01       | 1    | 1927-1928 |
| Westender FuCC Hamburg 1896            | 1    | 1900-1901 |
| CC Stern                               | 1    | 1900-1901 |
| FC Germania Moabit                     | 1    | 1901 |
| Spandauer BC 06                        | 1    | 1932-1933 |
| Charlottenburger FC Union 1898         | 1    | 1899-1900 |
| SC Frisch-Auf 1901 Lichtenberg         | 1    | 1909-1910 |
| SG Kreuzberg-Ost                       | 1    | 1945-1946 |
| SG Grünau                              | 1    | 1945-1946 |
| Berliner FV 1910                       | 1    | 1921-1922 |
| SG Hohenschönhausen                    | 1    | 1945-1946 |
| Friedrichsberger SC Brandenburg        | 1    | 1910-1911 |
| LSV Berlin                             | 1    | 1943-1944 |
| SC Tegel                               | 1    | 1962-1963 |
| Post SV Berlin                         | 1    | 1932-1933 |
| SG Reinickendorf-Ost                   | 1    | 1945-1946 |
| SG Borsigwalde                         | 1    | 1945-1946 |
| SG Friedrichsfelde                     | 1    | 1945-1946 |
| SC Niederschönhausen 05                | 1    | 1924-1925 |
| SC Norden-Union Berlin                 | 1    | 1892-1893 |
| SC Union Rixdorf                       | 1    | 1901 |
| SG Schillerpark                        | 1    | 1945-1946 |
| SFC Stern 1900                         | 1    | 1900-1901 |
| SG Niederschöneweide                   | 1    | 1945-1946 |
| SG Johannisthal                        | 1    | 1945-1946 |
| SG Weißensee                           | 1    | 1945-1946 |
| Spandauer BTuFC Triton                 | 1    | 1902-1903 |
| SC Hellas Berlin                       | 1    | 1903-1904 |
| SC Südwest Berlin                      | 1    | 1952-1953 |
| SG Lichtenberg-Süd                     | 1    | 1945-1946 |
| Union Weißensee                        | 1    | 1903-1904 |
| VfB 1916 Hermsdorf                     | 1    | 1932-1933 |
| SC Corso 1899 II                       | 1    | 1901 |
| KSG Lufthansa SG/Viktoria 89 Berlin \| | 1    | 1944-1945 |
| KSG Minerva 93/Spandauer SV Berlin     | 1    | 1944-1945 |

### Amateurliga Berlin
De Amateurliga Berlin was tussen 1950 en 1963 de tweede hoogste klasse, en tussen 1963 en 1974 de derde hoogste klasse.
| Club                            | /24 | Periode (1950-1974)                                                         |
| ------------------------------- | --- | --------------------------------------------------------------------------- |
| Steglitzer SC Südwest 1947      | 21  | 1950-1952, 1953-1962, 1964-1974                                             |
| BFC Nordstern                   | 17  | 1950-1951, 1955-1956, 1957-1972                                             |
| BSC Kickers 1900                | 17  | 1951-1953, 1954-1960, 1961-1966, 1970-1974                                  |
| BFC Meteor 06                   | 16  | 1952-1960, 1963-1968, 1970-1971, 1972-1974                                  |
| SC Tegel                        | 16  | 1950-1954, 1959-1962, 1963-1965, 1966-1973                                  |
| Polizei SV Berlin               | 15  | 1957-1961, 1963-1974                                                        |
| SC Rapide Wedding 1893          | 13  | 1951-1956, 1957-1958, 1959-1966                                             |
| SpVgg Hellas-Nordwest 04        | 13  | 1961-1974                                                                   |
| VfL Nord Berlin                 | 13  | 1950-1951, 1952-1955, 1956-1957, 1962-1964, 1965-1968, 1969-1970, 1971-1973 |
| BSC Rehberge                    | 12  | 1950-1959, 1965-1967, 1973-1974                                             |
| SC Staaken                      | 12  | 1950-1952, 1958-1959, 1960-1965, 1967-1968, 1971-1974                       |
| VfB Hermsdorf                   | 12  | 1955-1965, 1968-1969, 1970-1971                                             |
| Spandauer BC 06                 | 11  | 1952-1953, 1956-1962, 1967-1970, 1973-1974                                  |
| Tennis Borussia Berlin Amateure | 11  | 1958-1964, 1969-1974                                                        |
| BFC Südring                     | 10  | 1951-1952, 1953-1954, 1955-1956, 1957-1958, 1959-1960, 1969-1974            |
| Reinickendorfer Füchse          | 10  | 1958-1963, 1969-1974                                                        |
| SC Union 06 Berlin              | 9   | 1960-1961, 1962-1963, 1964-1966, 1967-1970, 1972-1974                       |
| Berliner FC Alemannia 1890      | 8   | 1956-1957, 1958-1960, 1961-1963, 1965-1967, 1969-1970                       |
| 1. FC Neukölln                  | 7   | 1953-1958, 1963-1965                                                        |
| BBC Südost                      | 7   | 1954-1957, 1969-1973                                                        |
| Lichterfelde 12                 | 7   | 1952-1957, 1959-1961                                                        |
| SC Minerva 93 Berlin            | 7   | 1958-1964, 1965-1966                                                        |
| Neuköllner SC Südstern          | 6   | 1954-1958, 1960-1962                                                        |
| VfB Britz                       | 6   | 1951-1955, 1956-1958                                                        |
| VfL Schöneberg                  | 6   | 1950-1952, 1955-1956, 1966-1969                                             |
| TuS Wannsee                     | 6   | 1965-1969, 1972-1974                                                        |
| VfB Neukölln                    | 6   | 1968-1974                                                                   |
| SC Alemannia 06 Haselhorst      | 5   | 1950-1951, 1955-1959                                                        |
| SC Westend 1901                 | 5   | 1952-1956, 1972-1973                                                        |
| SC Gatow                        | 5   | 1963-1965, 1966-1969                                                        |
| Neuköllner Sportfreunde         | 5   | 1964-1965, 1966-1967, 1968-1969, 1970-1972                                  |
| CFC Hertha 06                   | 5   | 1965-1970                                                                   |
| FC Hertha 03 Zehlendorf         | 4   | 1950-1953, 1954-1955                                                        |
| SC Charlottenburg               | 4   | 1950-1953, 1962-1963                                                        |
| Lichterfelder SU                | 4   | 1962-1965, 1967-1968                                                        |
| Frohnauer SC                    | 3   | 1950-1953                                                                   |
| SC Tasmania 1900 Berlin         | 3   | 1952-1955                                                                   |
| SC Tasmania Berlin Amateure     | 3   | 1965-1968                                                                   |
| SpVgg Blau-Weiß 1890 Berlin     | 3   | 1960-1963                                                                   |
| SV Norden-Nordwest              | 3   | 1957-1959, 1960-1961                                                        |
| Hertha BSC Amateure             | 3   | 1968-1971                                                                   |
| Lichtenrader BC 25              | 3   | 1968-1971                                                                   |
| TSV Rudow 1888                  | 2   | 1961-1963                                                                   |
| Wittenauer SC Concordia         | 2   | 1952-1954                                                                   |
| BFC Viktoria 1889               | 2   | 1963-1964, 1966-1967                                                        |
| VfB Pankow                      | 2   | 1964-1966                                                                   |
| BFC Preussen 1894               | 2   | 1970-1972                                                                   |
| Neuköllner FC Rot-Weiß          | 2   | 1971-1972, 1973-1974                                                        |
| SC des Westens 1897             | 2   | 1971-1973                                                                   |
| Reinickendorfer FC Alt-Holland  | 2   | 1972-1974                                                                   |
| BFC Germania 1888               | 1   | 1953-1954                                                                   |
| Hertha BSC                      | 1   | 1953-1954                                                                   |
| Neuköllner SC Marathon 02       | 1   | 1959-1960                                                                   |
| Borsigwalder SV Minerva         | 1   | 1954-1955                                                                   |
| SC Hakoah Berlin                | 1   | 1950-1951                                                                   |
| SC Wacker 04 Berlin             | 1   | 1956-1957                                                                   |
| Berliner SV 92                  | 1   | 1970-1971                                                                   |
| BSV Normannia                   | 1   | 1971-1972                                                                   |
| SV Preußen Wilmersdorf          | 1   | 1973-1974                                                                   |
| SpVgg Wacker Siemensstadt       | 1   | 1973-1974                                                                   |

### Regionalliga Berlin
De Regionalliga Berlin was tussen 1963 en 1974 de tweede hoogste divisie.
| Club                        | /11 | Periode (1963-1974)  |
| --------------------------- | --- | -------------------- |
| FC Hertha 03 Zehlendorf     | 11  | 1963-1974            |
| SC Wacker 04 Berlin         | 11  | 1963-1974            |
| Spandauer SV                | 11  | 1963-1974            |
| SpVgg Blau-Weiß 1890 Berlin | 11  | 1963-1974            |
| Tennis Borussia Berlin      | 11  | 1963-1974            |
| Berliner SV 92              | 10  | 1963-1970, 1971-1974 |
| 1. FC Neukölln              | 9   | 1965-1974            |
| SC Tasmania 1900 Berlin     | 9   | 1963-1965, 1966-1973 |
| SC Rapide Wedding 1893      | 8   | 1966-1974            |
| Berliner FC Alemannia 1890  | 6   | 1967-1969, 1970-1974 |
| BFC Südring                 | 6   | 1963-1969            |
| Reinickendorfer Füchse      | 6   | 1963-1969            |
| SC Staaken                  | 5   | 1965-1967, 1968-1971 |
| BSC Kickers 1900            | 4   | 1966-1970            |
| TuS Wannsee                 | 3   | 1969-1972            |
| Berliner FC Meteor 06       | 3   | 1968-1970, 1971-1972 |
| Hertha BSC                  | 3   | 1965-1968            |
| VfB 1916 Hermsdorf          | 3   | 1965-1968            |
| Berliner FC Preussen 1894   | 2   | 1972-1974            |
| Berliner FC Viktoria 1889   | 2   | 1964-1966            |
| Neuköllner Sportfreunde     | 2   | 1967-1968, 1969-1970 |
| Lichterfelder SU            | 2   | 1965-1967            |
| VfL Nord Berlin             | 2   | 1968-1969, 1970-1971 |
| Neuköllner FC Rot-Weiß      | 1   | 1972-1973            |
| BBC Südost                  | 1   | 1973-1974            |
| SC Union 06 Berlin          | 1   | 1963-1964            |
| SC Westend 1901             | 1   | 1973-1974            |
| SC Tegel                    | 1   | 1965-1966            |
| SC Gatow                    | 1   | 1965-1966            |

### Oberliga Berlin
De Oberliga Berlin was tussen 1974 en 1991 de derde klasse.
| Club                            | /17 | Periode (1974-1991)             |
| ------------------------------- | --- | ------------------------------- |
| FC Hertha 03 Zehlendorf         | 17  | 1974-1991                       |
| Reinickendorfer Füchse          | 17  | 1974-1991                       |
| Berliner FC Preussen 1894       | 16  | 1975-1991                       |
| SC Rapide Wedding 1893          | 16  | 1974-1981, 1982-1991            |
| Spandauer SV                    | 16  | 1974-1975, 1976-1991            |
| Spandauer BC 06                 | 15  | 1976-1991                       |
| Hertha BSC Amateure             | 14  | 1975-1986, 1988-1991            |
| Traber FC Mariendorf            | 12  | 1975-1976, 1979-1990            |
| Lichterfelder SU                | 10  | 1978-1988                       |
| SV Tasmania 73 Neukölln         | 10  | 1981-1991                       |
| SC Westend 1901                 | 10  | 1974-1983, 1985-1986            |
| SC Union 06 Berlin              | 9   | 1974-1982, 1984-1985            |
| Tennis Borussia Berlin          | 9   | 1981-1985, 1986-1991            |
| SC Charlottenburg               | 8   | 1981-1983, 1984-1987, 1988-1991 |
| SC Gatow                        | 8   | 1980-1982, 1984-1989, 1990-1991 |
| SC Wacker 04 Berlin             | 7   | 1977-1978, 1979-1981, 1987-1991 |
| VfB Neukölln                    | 7   | 1974-1977, 1978-1979, 1985-1988 |
| SpVgg Blau-Weiß 1890 Berlin     | 7   | 1974-1978, 1979-1981, 1983-1984 |
| Berliner FC Viktoria 1889       | 6   | 1977-1983                       |
| Tennis Borussia Berlin Amateure | 6   | 1974-1980                       |
| Berliner SV 92                  | 5   | 1974-1979                       |
| Neuköllner Sportfreunde         | 5   | 1980-1985                       |
| SC Siemensstadt                 | 4   | 1975-1977, 1988-1990            |
| Türkiyemspor Berlin             | 4   | 1987-1991                       |
| TuS Makkabi Berlin              | 4   | 1982-1986                       |
| FV Brandenburg-Lichterfelde     | 3   | 1978-1980, 1986-1987            |
| Polizei SV Berlin               | 3   | 1974-1977                       |
| TSV Rudow 1888                  | 3   | 1986-1989                       |
| SpVgg Blau-Weiß Berlin Amateure | 3   | 1988-1991                       |
| SpVgg Hellas-Nordwest 04        | 3   | 1976-1979                       |
| 1. FC Neukölln                  | 2   | 1974-1976                       |
| BBC Südost                      | 2   | 1974-1976                       |
| Hertha BSC                      | 2   | 1986-1988                       |
| VfB Lichterfelde                | 2   | 1989-1991                       |
| SC Staaken                      | 2   | 1974-1976                       |
| SV Preußen Wilmersdorf          | 2   | 1975-1976, 1983-1984            |
| Berliner FC Alemannia 1890      | 1   | 1974-1975                       |
| BFC Südring                     | 1   | 1974-1975                       |
| BSC Kickers 1900                | 1   | 1974-1975                       |
| SpVgg Wacker Siemensstadt       | 1   | 1974-1975                       |
| Neuköllner FC Rot-Weiß          | 1   | 1977-1978                       |
| Frohnauer SC                    | 1   | 1989-1990                       |
| BSC Rehberge                    | 1   | 1983-1984                       |
| Lichtenrader BC 25              | 1   | 1985-1986                       |
| Neuköllner SC Marathon 02       | 1   | 1990-1991                       |

### Berlin-Liga
Tot 1994 was de Berlin-Liga de vierde klasse, tot 2008 de vijfde klasse, sinds 2008/09 is dit de zesde klasse.
| Club                         | /33 | Periode (1992-2025)                                              |
| ---------------------------- | --- | ---------------------------------------------------------------- |
| TSV Rudow 1888               | 27  | 1994-2007, 2010-2024                                             |
| Berliner FC Preussen 1894    | 20  | 1992-1993, 1994-1999, 2000-2005, 2009-2012, 2015-2019, 2022-2024 |
| Frohnauer SC                 | 20  | 1992-1993, 1994-2002, 2005-2006, 2009-2012, 2018-                |
| VfB 1916 Hermsdorf           | 18  | 1998-2016                                                        |
| Berliner Sport-Club          | 19  | 2002-2004, 2006-2008, 2010-                                      |
| SV Tasmania Berlin           | 17  | 1992-1994, 1996-1997, 1999-2000, 2002-2008, 2012-2019            |
| BSV Eintracht Mahlsdorf      | 17  | 2003-2005, 2006-2020                                             |
| Köpenicker SC                | 16  | 1992-1995, 2000-2002, 2003-2011, 2013-2016                       |
| SC Charlottenburg            | 17  | 1999-2009, 2015-2016, 2018-2019, 2020-                           |
| SV Empor Berlin              | 17  | 2008-                                                            |
| SFC Stern 1900               | 16  | 2007-2020, 2022-                                                 |
| Füchse Berlin                | 16  | 2005-2008, 2011-2014, 2015-                                      |
| 1. FC Wilmersdorf            | 15  | 1992-1994, 1996-1997, 1999-2000, 2011-2017, 2020-                |
| SD Croatia Berlin            | 14  | 1994-1996, 2001-2003, 2015-                                      |
| Berliner FC Alemannia 1890   | 14  | 1994-2008                                                        |
| FC Hertha 03 Zehlendorf      | 14  | 2000-2014                                                        |
| SV Lichtenberg 47            | 14  | 1992-1994, 1996-2001, 2005-2012                                  |
| Mariendorfer SV 1906         | 13  | 1993-1996, 1997-2005, 2008-2010                                  |
| SV Sparta Lichtenberg        | 13  | 2001-2006, 2013-2015, 2017-2023                                  |
| Adlershofer BC 08            | 11  | 1997-2002, 2007-2013                                             |
| TuS Makkabi Berlin           | 11  | 2006-2009, 2012-2014, 2016-2022                                  |
| Türkspor Berlin              | 11  | 1995-1996, 1998-2000, 2017-                                      |
| VfB Fortuna Biesdorf         | 10  | 1996-2001, 2003-2004, 2019-2022, 2024-                           |
| Berliner FC Viktoria 1889    | 9   | 1998-2002, 2006-2011                                             |
| Neuköllner SC Marathon 02    | 9   | 1993-2002                                                        |
| SC Gatow                     | 9   | 1992-1995, 2009-2015                                             |
| SC Rapide Wedding 1893       | 9   | 1992-2001                                                        |
| SC Staaken                   | 9   | 1992-1995, 2011-2017                                             |
| FSV Spandauer Kickers        | 8   | 2017-                                                            |
| 1. FC Union Berlin II        | 8   | 2001-2003, 2004-2010                                             |
| Nordberliner SC              | 8   | 2004-2005, 2008-2010, 2013-2018                                  |
| Spandauer BC 06              | 8   | 1993-1998, 1999-2002                                             |
| Tennis Borussia Berlin II    | 8   | 1993-1998, 2001-2004                                             |
| BSV Al-Dersimspor            | 8   | 2015-2023                                                        |
| Lichtenrader BC 25           | 7   | 1996-1999, 2007-2009, 2010-2011, 2022-2023                       |
| Türkiyemspor Berlin          | 7   | 1998-2000, 2012-2013, 2018-2022                                  |
| Berlin Hilalspor             | 6   | 2019-                                                            |
| 1. FC Lübars                 | 6   | 1993-1999                                                        |
| Spandauer SV                 | 6   | 1999-2001, 2004-2007, 2009-2010                                  |
| SV Stern Britz 1889          | 5   | 2000-2003, 2005-2006, 2023-2024                                  |
| FC Spandau 06                | 5   | 2006-2011                                                        |
| SC Heiligensee               | 5   | 1993-1997, 2000-2001                                             |
| SC Tegel                     | 5   | 1993-1997, 1998-1999                                             |
| FC Brandenburg 03 Berlin     | 5   | 2005-2007, 2019-2022                                             |
| Spandauer SC Teutonia 1899   | 5   | 1992-1993, 2003-2005, 2023-                                      |
| 1. FC Novi Pazar 95 Neukölln | 4   | 1999-2001, 2020-2022                                             |
| Berliner AK 07               | 4   | 1995-1999                                                        |
| Olympiakos Berlin            | 4   | 1995-1998, 1999-2000                                             |
| SC Schwarz-Weiss Spandau     | 4   | 1992-1993, 1997-2000                                             |
| Tennis Borussia Berlin       | 4   | 2011-2015                                                        |
| VSG Altglienicke             | 4   | 2010-2012, 2014-2016                                             |
| Blau-Weiß 90 Berlin          | 3   | 2016-2018, 2023-2024                                             |
| BFC Dynamo II                | 3   | 2014-2017                                                        |
| BFC Germania 1888            | 3   | 2003-2006                                                        |
| NSCC Trabzonspor             | 3   | 2009-2012                                                        |
| FV Wannsee                   | 3   | 1992-1995                                                        |
| Berlin United                | 3   | 2012-2013, 2019-2021                                             |
| FC Stern Marienfelde         | 3   | 2020-2023                                                        |
| TSV Mariendorf 1897          | 3   | 2022-                                                            |
| VSG Altglienicke-II          | 2   | 2023-                                                            |
| 1. FC Wacker Lankwitz        | 2   | 1992-1994                                                        |
| BFC Dynamo                   | 2   | 2002-2004                                                        |
| BSC Marzahn                  | 2   | 1994-1996                                                        |
| BSV Hürriyet 1976            | 2   | 2004-2006                                                        |
| BSV Hürtürkel                | 2   | 2012-2013, 2016-2017                                             |
| BSV Spindlersfeld            | 2   | 1992-1994                                                        |
| DJK Schwarz-Weiss Neukölln   | 2   | 2016-2018                                                        |
| FC Nordost Berlin            | 2   | 2007-2009                                                        |
| Lichterfelder FC 1892        | 2   | 2004-2006                                                        |
| SC Union 06 Berlin           | 2   | 1993-1994, 1995-1996                                             |
| SC Wacker 04 Berlin          | 2   | 1992-1994                                                        |
| SV Yeşilyurt Berlin          | 2   | 2001-2003                                                        |
| SV Nord Wedding 1893         | 2   | 2002-2004                                                        |
| SV Preußen Berlin            | 2   | 1995-1997                                                        |
| VfB Concordia Britz          | 2   | 2008-2010                                                        |
| 1. FC Schöneberg             | 1   | 2017-2018                                                        |
| Berliner SV 92               | 1   | 1995-1996                                                        |
| BSC Rehberge                 | 1   | 1997-1998                                                        |
| BSC Reinickendorf 21         | 1   | 1994-1995                                                        |
| BSV Hürriyet-Burgund         | 1   | 2011-2012                                                        |
| CFC Hertha 06                | 1   | 2014-2015                                                        |
| FC Internationale Berlin     | 1   | 2014-2015                                                        |
| FSV Berolina Stralau         | 1   | 2018-2019                                                        |
| FSV Fortuna Pankow           | 1   | 2002-2003                                                        |
| Hilalspor Berlin             | 1   | 2006-2007                                                        |
| SF Johannisthal              | 2   | 2013-2014, 2024-                                                 |
| SG Eumako Weißensee          | 1   | 1992-1993                                                        |
| Polar Pinguin                | 1   | 2024-                                                            |
| Blau-Weiß Hohen Neuendorf    | 1   | 2024-                                                            |